# 納爾遜鎮區 (密歇根州)
納爾遜鎮區（英語：Nelson Township）是位於美國密歇根州肯特縣的一個行政鎮區。

## 地方資料
納爾遜鎮區的面積為93.14平方千米，當中陸地面積為91.20平方千米，而水域面積為1.94平方千米。根據2020年美國人口普查的數據，當地共有人口14379人，而人口密度為每平方千米52.6人。